# Gran Premio d'Olanda 1982
Il Gran Premio d'Olanda 1982 è stata la nona prova della stagione 1982 del Campionato mondiale di Formula 1. Si è corsa sabato 3 luglio 1982 sul Circuito di Zandvoort. La gara è stata vinta dal francese Didier Pironi su Ferrari; per il vincitore si trattò del terzo, e ultimo, successo nel mondiale. Ha preceduto sul traguardo il brasiliano Nelson Piquet su Brabham-BMW e il finlandese Keke Rosberg su Williams-Ford Cosworth.

## Vigilia

### Sviluppi futuri
Bernie Ecclestone si recò, a fine giugno, a Mosca per incontrare i massimi dirigenti della Federazione Motoristica sovietica e concordare la tenuta di un Gran Premio nel Paese. Il tracciato sarebbe stato disegnato nei viali attorno all'università.

### Aspetti tecnici
La Brabham affidò anche a Riccardo Patrese un modello BT50 a motore turbo BMW, modello portato alla vittoria dal compagno di scuderia Nelson Piquet nel precedente gran premio a Montreal. La Williams testò una vettura a motore BMW in un sessione di prove sul tracciato di Brands Hatch, con Keke Rosberg, ma proseguì in campionato a schierare una vettura a motore Ford Cosworth.
La Ligier affidò a Jacques Laffite il nuovo modello JS19.

### Aspetti sportivi
La gara non era inizialmente inserita nel calendario mondiale per il mancato pagamento, da parte degli organizzatori, della tassa necessaria per l'iscrizione al campionato. Dopo la regolarizzazione della posizione la gara venne reinserita. Il gran premio si disputò al sabato, come l'edizione del 1969.
La Scuderia Ferrari tornò a impiegare due vetture: assieme a Pironi la casa italiana schierò un altro francese, Patrick Tambay. Tambay aveva esordito in Formula 1, come Gilles Villeneuve, nel Gran Premio di Gran Bretagna 1977 (anche se, nella gara precedente, era presente ma non si era qualificato), a bordo di un'Ensign della Theodore Racing. Era poi passato alla McLaren tra il 1978 e il 1979, in seguito, nel 1981, aveva corso nuovamente per la Theodore, e a fine stagione per la Ligier. Il suo miglior risultato era stato il quarto posto nel Gran Premio di Svezia 1978. Partecipò alla gara regolarmente anche Didier Pironi, uscito di pista, sul Circuito di Le Castellet a metà giugno, ad alta velocità. Nell'impatto il francese s'incrinò una costola.
La Lotus sostituì l'infortunato Nigel Mansell col pilota di riserva, il brasiliano Roberto Moreno, al debutto nella massima formula, e contemporaneamente impiegato nella F3 inglese. Alla Theodore Racing tornò il pilota titolare, Jan Lammers, che prese il posto di Geoff Lees. Si rividero, dopo due gare di assenza, le Toleman, mentre l'Osella, per sostituire Riccardo Paletti, deceduto nel corso del precedente Gran Premio del Canada iscrisse Piercarlo Ghinzani, già impiegato in un paio di occasioni nel 1981. Ghinzani non prese comunque parte all'evento. A causa dell'alto numero di iscritti si effettuarono nuovamente le prequalifiche.
Nella sessione di prove, che si disputò sul tracciato olandese a fine giugno, Elio De Angelis, su Lotus, fece segnare il miglior tempo, con 1'17"5, nuovo record ufficioso della pista.

## Prequalifiche

### Resoconto
L'unico pilota che non riuscì a prequalificarsi fu Emilio de Villota, su March.

### Risultati
| Pos | Nº | Pilota             | Costruttore              | Tempo    | Griglia |
| --- | -- | ------------------ | ------------------------ | -------- | ------- |
| 1   | 35 | Derek Warwick      | Toleman-Hart             | 1'17"890 | PQ      |
| 2   | 18 | Raul Boesel        | March-Ford Cosworth      | 1'18"039 | PQ      |
| 3   | 17 | Jochen Mass        | March-Ford Cosworth      | 1'18"580 | PQ      |
| 4   | 20 | Chico Serra        | Fittipaldi-Ford Cosworth | 1'19"131 | PQ      |
| 5   | 36 | Teo Fabi           | Toleman-Hart             | 1'19"337 | PQ      |
| 6   | 31 | Jean-Pierre Jarier | Osella-Ford Cosworth     | 1'20"510 | PQ      |
| NPQ | 19 | Emilio de Villota  | March-Ford Cosworth      | 1'21"507 | NPQ     |

## Qualifiche

### Resoconto
Nella prima giornata di prove il più rapido fu René Arnoux, in 1'14"233, che precedette il suo compagno di scuderia alla Renault Alain Prost. L'unico altro pilota, a scendere sotto il muro dell'1"15, fu Nelson Piquet. Dietro al campione del mondo terminarono, più staccate, le due Ferrari, inframmezzate da Niki Lauda.
Al venerdì il grande caldo non consentì a quasi nessun pilota di migliorare i tempi fatti registrare il giorno precedente. Arnoux confermò la sua pole position, la tredicesima in F1, la ventitreesima per la Renault. Non si qualificarono, tra gli altri, l'esordiente Roberto Moreno, su Lotus, ed Eddie Cheever della Ligier. Durante la sessione Piquet subì un'uscita di pista, testando delle pastiglie per i freni in carbonio.

### Risultati
I risultati delle qualifiche furono i seguenti:
| Pos | Nº | Pilota             | Costruttore              | Tempo    | Griglia |
| --- | -- | ------------------ | ------------------------ | -------- | ------- |
| 1   | 16 | René Arnoux        | Renault                  | 1'14"233 | 1       |
| 2   | 15 | Alain Prost        | Renault                  | 1'14"660 | 2       |
| 3   | 1  | Nelson Piquet      | Brabham-BMW              | 1'14"723 | 3       |
| 4   | 28 | Didier Pironi      | Ferrari                  | 1'15"825 | 4       |
| 5   | 8  | Niki Lauda         | McLaren-Ford Cosworth    | 1'15"832 | 5       |
| 6   | 27 | Patrick Tambay     | Ferrari                  | 1'16"154 | 6       |
| 7   | 6  | Keke Rosberg       | Williams-Ford Cosworth   | 1'16"260 | 7       |
| 8   | 23 | Bruno Giacomelli   | Alfa Romeo               | 1'16"513 | 8       |
| 9   | 22 | Andrea De Cesaris  | Alfa Romeo               | 1'16"576 | 9       |
| 10  | 2  | Riccardo Patrese   | Brabham-BMW              | 1'16"630 | 10      |
| 11  | 7  | John Watson        | McLaren-Ford Cosworth    | 1'16"700 | 11      |
| 12  | 5  | Derek Daly         | Williams-Ford Cosworth   | 1'16"832 | 12      |
| 13  | 35 | Derek Warwick      | Toleman-Hart             | 1'17"094 | 13      |
| 14  | 3  | Michele Alboreto   | Tyrrell-Ford Cosworth    | 1'17"237 | 14      |
| 15  | 11 | Elio De Angelis    | Lotus-Ford Cosworth      | 1'17"620 | 15      |
| 16  | 30 | Mauro Baldi        | Arrows-Ford Cosworth     | 1'18"020 | 16      |
| 17  | 29 | Marc Surer         | Arrows-Ford Cosworth     | 1'18"296 | 17      |
| 18  | 9  | Manfred Winkelhock | ATS-Ford Cosworth        | 1'18"352 | 18      |
| 19  | 20 | Chico Serra        | Fittipaldi-Ford Cosworth | 1'18"438 | 19      |
| 20  | 4  | Brian Henton       | Tyrrell-Ford Cosworth    | 1'18"476 | 20      |
| 21  | 26 | Jacques Laffite    | Ligier-Matra             | 1'18"478 | 21      |
| 22  | 18 | Raul Boesel        | March-Ford Cosworth      | 1'18"658 | 22      |
| 23  | 31 | Jean-Pierre Jarier | Osella-Ford Cosworth     | 1'18"953 | 23      |
| 24  | 17 | Jochen Mass        | March-Ford Cosworth      | 1'19"083 | 24      |
| 25  | 10 | Eliseo Salazar     | ATS-Ford Cosworth        | 1'19"120 | 25      |
| 26  | 33 | Jan Lammers        | Theodore-Ford Cosworth   | 1'19"274 | 26      |
| NQ  | 14 | Roberto Guerrero   | Ensign-Ford Cosworth     | 1'19"316 | NQ      |
| NQ  | 36 | Teo Fabi           | Toleman-Hart             | 1'19"414 | NQ      |
| NQ  | 25 | Eddie Cheever      | Ligier-Matra             | 1'19"646 | NQ      |
| NQ  | 12 | Roberto Moreno     | Lotus-Ford Cosworth      | 1'21"149 | NQ      |

## Gara

### Resoconto
Jacques Laffite, che aveva provato la Ligier JS19 decise, per la gara di utilizzare il modello JS17.

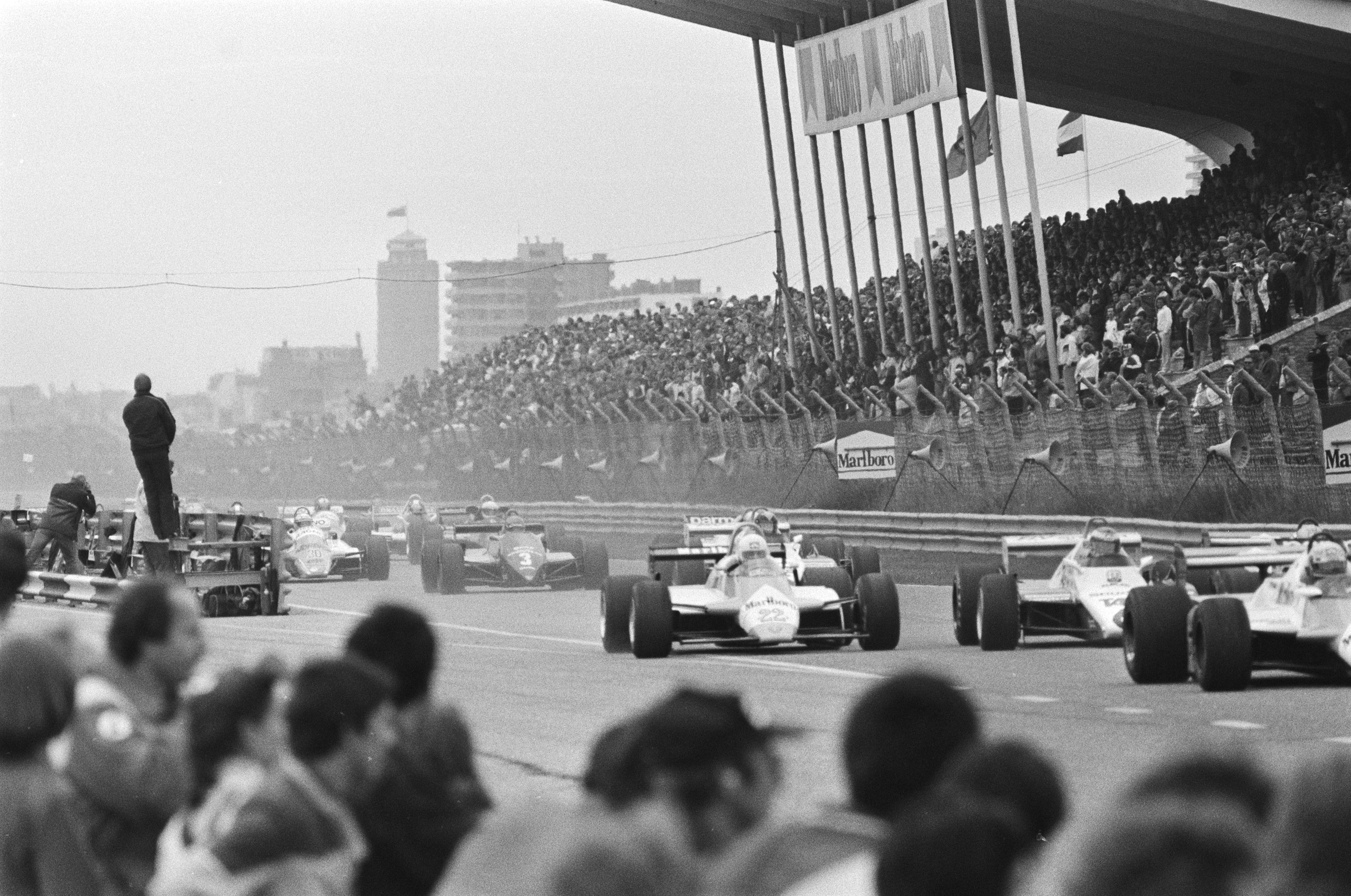
Una fase della partenza del Gran Premio.

Al via Alain Prost prese il comando, davanti al compagno di scuderia René Arnoux, poi le due Ferrari di Didier Pironi e Patrick Tambay. Nelson Piquet, autore di una cattiva partenza, venne passato anche da Niki Lauda.
Pironi si portò rapidamente al comando, passando già nel corso del secondo giro Arnoux, e al quinto Prost. Sempre nel corso del secondo passaggio Piquet recuperò sia su Lauda che su Tambay, bruciandoli sul rettilineo d'arrivo, posizionandosi al quarto posto. Al terzo giro anche Lauda tentò il sorpasso su Tambay, ma senza successo. Nei giri seguenti rinvenne dalla retrovie Keke Rosberg che passò in pochi giri Giacomelli, Lauda e Tambay. Pironi, dopo un terzo di gara, precedeva Prost di 14 secondi e Piquet di 17.
Al quindicesimo passaggio Piquet ebbe la meglio su Arnoux, ponendosi al terzo posto. La gara del francese s'interruppe poco dopo, al giro 21, quando andò dritto alla prima curva, e uscì di pista a quasi 260 km/h. La monoposto finì sulla barriera fatta dagli pneumatici: venne parzialmente distrutta ma Arnoux subì solo una forte contusione alla gamba sinistra.
Anche la gara dell'altro pilota della Renault, Alain Prost non durò a lungo: si ritirò per un guasto al motore al giro 33, dopo che nei giri precedenti era stato passato sia da Piquet che da Rosberg. La gara vedeva sempre al comando Didier Pironi, che precedeva Piquet, Rosberg, Tambay, Lauda, Giacomelli e Daly. Una leggera pioggia fece la sua comparsa sul tracciato, ma fu di breve durata e intensità, tanto che nessun pilota fu costretto a montare gomme da bagnato.
L'irlandese entrò in zona punti al giro 36, mentre Tambay cedette via via posizioni, a causa di un problema all'alimentazione: prima a Lauda, poi a lo stesso Daly, infine a Michele Alboreto, che entrò in zona punti al 45º giro.
La classifica rimase congelata fino al giro 69 quando Alboreto prese il quinto posto a Daly: il pilota italiano però venne nuovamente passato da quello della Williams. Le due auto si toccarono, Alboreto andò in testacoda, e venne passato da Mauro Baldi.
Didier Pironi vinse per la terza e ultima volta nel mondiale, precedendo Nelson Piquet e Keke Rosberg. Per Baldi, il sesto posto, fu il primo arrivo a punti nel mondiale. Il giro più veloce venne conquistato per la prima volta da Derek Warwick: fu anche il primo gpv per la Toleman tra i costruttori e per la Hart tra i motoristi.

### Risultati
I risultati del gran premio furono i seguenti:
| Pos | No | Pilota             | Team                     | Giri | Tempo/Ritiro          | Pos.Griglia | Punti |
| --- | -- | ------------------ | ------------------------ | ---- | --------------------- | ----------- | ----- |
| 1   | 28 | Didier Pironi      | Ferrari                  | 72   | 1h38'03"254           | 4           | 9     |
| 2   | 1  | Nelson Piquet      | Brabham-BMW              | 72   | + 21"649              | 3           | 6     |
| 3   | 6  | Keke Rosberg       | Williams-Ford Cosworth   | 72   | + 22"365              | 7           | 4     |
| 4   | 8  | Niki Lauda         | McLaren-Ford Cosworth    | 72   | + 1'23"729            | 5           | 3     |
| 5   | 5  | Derek Daly         | Williams-Ford Cosworth   | 71   | + 1 giro              | 12          | 2     |
| 6   | 30 | Mauro Baldi        | Arrows-Ford Cosworth     | 71   | + 1 giro              | 16          | 1     |
| 7   | 3  | Michele Alboreto   | Tyrrell-Ford Cosworth    | 71   | + 1 giro              | 14          |       |
| 8   | 27 | Patrick Tambay     | Ferrari                  | 71   | + 1 giro              | 6           |       |
| 9   | 7  | John Watson        | McLaren-Ford Cosworth    | 71   | + 1 giro              | 11          |       |
| 10  | 29 | Marc Surer         | Arrows-Ford Cosworth     | 71   | + 1 giro              | 17          |       |
| 11  | 23 | Bruno Giacomelli   | Alfa Romeo               | 70   | + 2 giri              | 8           |       |
| 12  | 9  | Manfred Winkelhock | ATS-Ford Cosworth        | 70   | + 2 giri              | 18          |       |
| 13  | 10 | Eliseo Salazar     | ATS-Ford Cosworth        | 70   | + 2 giri              | 25          |       |
| 14  | 31 | Jean-Pierre Jarier | Osella-Ford Cosworth     | 69   | + 3 giri              | 23          |       |
| 15  | 2  | Riccardo Patrese   | Brabham-BMW              | 69   | + 3 giri              | 10          |       |
| Rit | 17 | Jochen Mass        | March-Ford Cosworth      | 60   | Motore                | 24          |       |
| Rit | 33 | Jan Lammers        | Theodore-Ford Cosworth   | 41   | Motore                | 26          |       |
| Rit | 11 | Elio De Angelis    | Lotus-Ford Cosworth      | 40   | Tenuta di strada      | 15          |       |
| Rit | 22 | Andrea De Cesaris  | Alfa Romeo               | 35   | Impianto elettrico    | 9           |       |
| Rit | 15 | Alain Prost        | Renault                  | 33   | Motore                | 2           |       |
| Rit | 16 | René Arnoux        | Renault                  | 21   | Incidente             | 1           |       |
| Rit | 4  | Brian Henton       | Tyrrell-Ford Cosworth    | 21   | Acceleratore          | 20          |       |
| Rit | 18 | Raul Boesel        | March-Ford Cosworth      | 21   | Motore                | 22          |       |
| Rit | 20 | Chico Serra        | Fittipaldi-Ford Cosworth | 18   | Alimentazione benzina | 19          |       |
| Rit | 35 | Derek Warwick      | Toleman-Hart             | 15   | Perdita d'olio        | 13          |       |
| Rit | 26 | Jacques Laffite    | Ligier-Matra             | 4    | Tenuta di strada      | 21          |       |
| NQ  | 14 | Roberto Guerrero   | Ensign-Ford Cosworth     |      |                       |             |       |
| NQ  | 36 | Teo Fabi           | Toleman-Hart             |      |                       |             |       |
| NQ  | 25 | Eddie Cheever      | Ligier-Matra             |      |                       |             |       |
| NQ  | 12 | Roberto Moreno     | Lotus-Ford Cosworth      |      |                       |             |       |
| NPQ | 19 | Emilio de Villota  | March-Ford Cosworth      |      |                       |             |       |
| NA  | 32 | Piercarlo Ghinzani | Osella-Ford Cosworth     |      |                       |             |       |

## Classifiche

### Piloti
| Pos. | Pilota             | Punti |
| ---- | ------------------ | ----- |
| 1    | John Watson        | 30    |
| 2    | Didier Pironi      | 29    |
| 3    | Keke Rosberg       | 21    |
| 4    | Riccardo Patrese   | 19    |
| 5    | Alain Prost        | 18    |
| 6    | Nelson Piquet      | 17    |
| 7    | Niki Lauda         | 15    |
| 8    | Eddie Cheever      | 10    |
| 9    | Michele Alboreto   | 10    |
| 10   | Elio De Angelis    | 10    |
| 11   | Nigel Mansell      | 7     |
| 12   | Carlos Reutemann   | 6     |
| =    | Gilles Villeneuve  | 6     |
| 14   | Andrea De Cesaris  | 5     |
| 15   | Derek Daly         | 5     |
| 15   | René Arnoux        | 4     |
| 16   | Jean-Pierre Jarier | 3     |
| 18   | Manfred Winkelhock | 2     |
| =    | Eliseo Salazar     | 2     |
| =    | Marc Surer         | 2     |
| 21   | Chico Serra        | 1     |
| =    | Jacques Laffite    | 1     |
| =    | Mauro Baldi        | 1     |

### Costruttori
| Pos. | Team                     | Punti |
| ---- | ------------------------ | ----- |
| 1    | McLaren-Ford Cosworth    | 45    |
| 2    | Ferrari                  | 35    |
| 3    | Williams-Ford Cosworth   | 32    |
| 4    | Renault                  | 22    |
| 5    | Brabham-Ford Cosworth    | 19    |
| 6    | Brabham-BMW              | 17    |
| 7    | Lotus-Ford Cosworth      | 17    |
| 8    | Ligier-Matra             | 11    |
| 9    | Tyrrell-Ford Cosworth    | 10    |
| 10   | Alfa Romeo               | 5     |
| 11   | ATS-Ford Cosworth        | 4     |
| 12   | Osella-Ford Cosworth     | 3     |
| 13   | Arrows-Ford Cosworth     | 3     |
| 14   | Fittipaldi-Ford Cosworth | 1     |